# Stephan Pomp
Stephan Pomp, född 1968, är professor i tillämpad kärnfysik vid Uppsala universitet.
Pomp disputerade 1999 på en avhandling om polarisering av hyperoner. Hans forskning är inriktad på att utveckla kunskap om kärnfysik för tillämpning inom medicin, dosimetri, materialvetenskap, elektronik samt produktion av kärnenergi.
Pomp har på debattplats framhållit betydelsen av kärnkraft för att bromsa koldioxidutsläppen och klimatförändringar. Han är aktiv i föreningen Vetenskap och Folkbildning, och har bland annat kritiserat den italienske entreprenören Andrea Rossi för brist på vetenskaplig granskning av olika påståenden om Rossis uppfinning Energy Catalyzer.
Pomps vetenskapliga publicering har (2023) enligt Google Scholar över 2 600 citeringar och ett h-index på 28.